# Vrijwilligers van het Geloof

Kaart van Iberië in het jaar 1360

De Vrijwilligers van het Geloof (Arabisch: الغزاة المجاهدين: al-ghuzāt al-mujāhidīn, letterlijk strijders van de jihad) was een militaire instelling van het Nasridische Emiraat Granada, bestaande uit Berberse soldaten gerekruteerd uit het Merinidische Rijk, om het Emiraat Granada te verdedigen tegen de christelijke koninkrijken in Iberië.
Velen van hen meldden zich vrijwillig aan omdat ze de verdediging van moslims als hun religieuze plicht zagen. Hoewel Noord-Afrikaanse vrijwilligers al in de 11e eeuw in Iberië verschenen onder de term ghuzāt, werd de rekrutering uitgebreid tijdens de laatste jaren van Mohammed I ibn Nasr (1238-1273), en werden ze geïnstitutionaliseerd en verder uitgebreid door zijn zoon Mohammed II al-Faqih (1273-1302). Na verloop van tijd overschaduwden de vrijwilligers de inheemse troepen van het Emiraat Granada en werden ze de belangrijkste militaire macht, met 10.000 manschappen aan het einde van Mohammed II's heerschappij.
Het hoofdkwartier van de Vrijwilligers van het Geloof bevond zich in de stad Fuengirola.
De naam Vrijwilligers van het Geloof is een 19e-eeuwse vertaling uit het Arabisch naar het Frans. De Franse arabist William Mac Guckin de Slane vertaalde dit alzo uit Kitāb al-ʿibar geschreven door Ibn Khaldun.